# Courchamp
Pour les articles homonymes, voir Courchamps.
Courchamp est une commune française située dans le département de Seine-et-Marne en région Île-de-France.

## Géographie

### Localisation

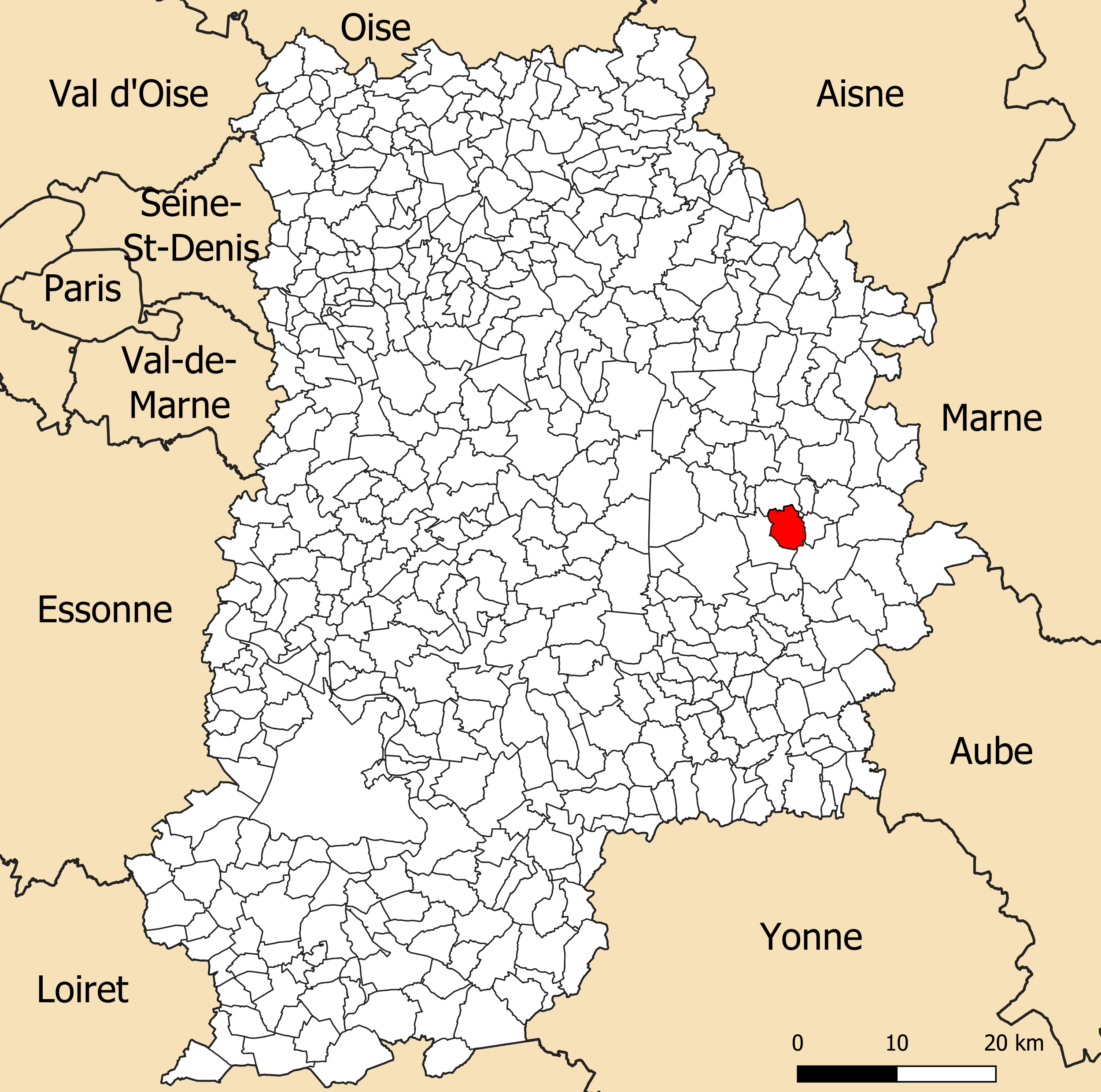
Localisation de la commune de Courchamp dans le département de Seine-et-Marne.

La commune est située à environ 9,4 kilomètres au nord  de Provins.

### Géologie et relief
Courchamp est une commune située sur le plateau de la Brie. Sa superficie est de 12,5 km2 et son altitude de 165 mètres environ.

### Hydrographie

#### Réseau hydrographique

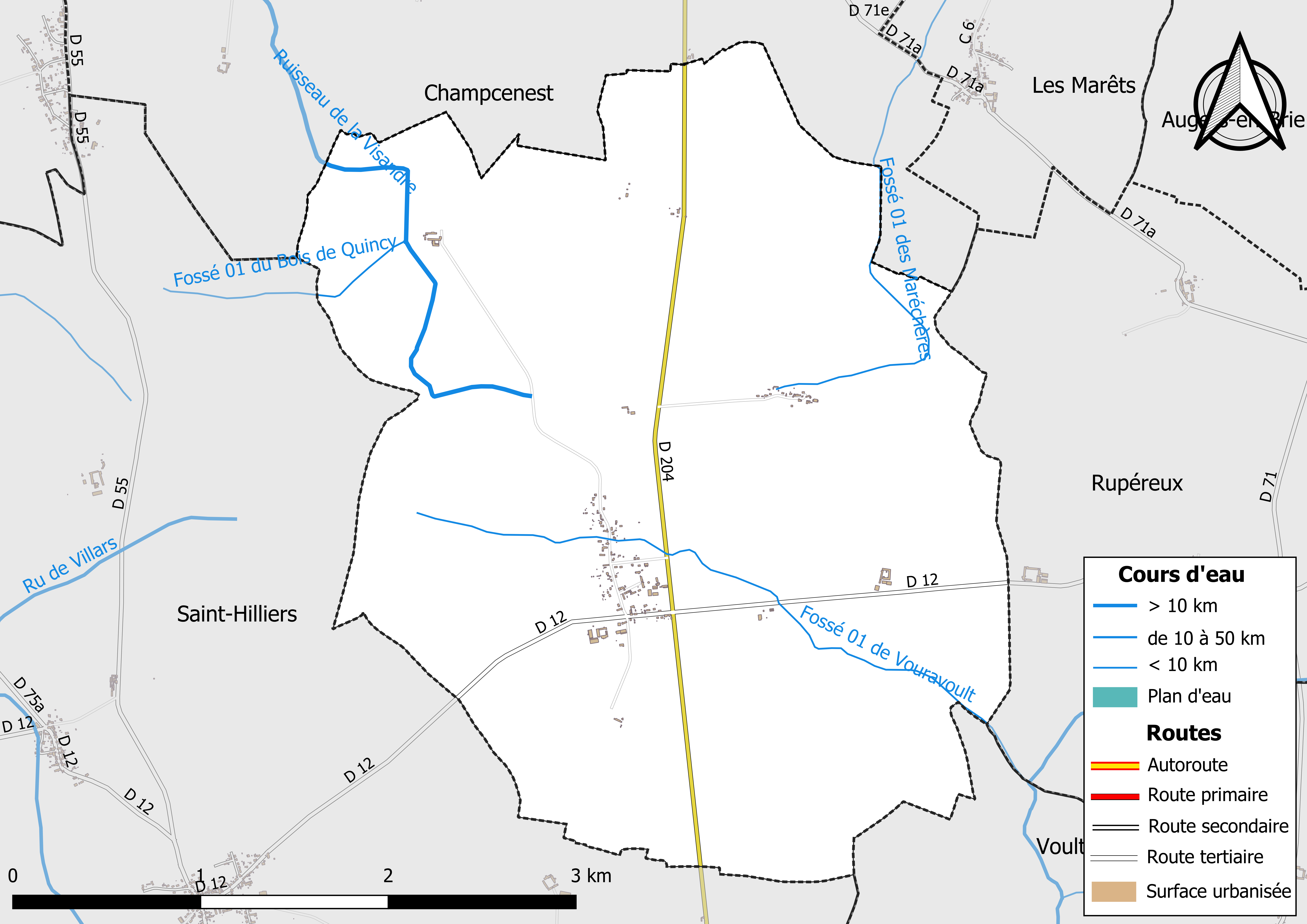
Carte des réseaux hydrographique et routier de Courchamp.

Le réseau hydrographique de la commune se compose de quatre cours d'eau référencés :
- le ruisseau de la Visandre, long de 30,93 km[2], affluent de l'Yerres en rive gauche ;
  - le fossé 01 du Bois de Quincy, 1,41 km[3], affluent de la Visandre ;
- le fossé 01 des Maréchères, 3,45 km[4], qui conflue avec le ru de l'Étang ;
- le fossé 01 de Vouravoult, 3,86 km[5], affluent du ru de Barcq.

La longueur totale des cours d'eau sur la commune est de 7,99 km.

#### Gestion des cours d'eau
Afin d’atteindre le bon état des eaux imposé par la Directive-cadre sur l'eau du 23 octobre 2000, plusieurs outils de gestion intégrée s’articulent à différentes échelles : le SDAGE, à l’échelle du bassin hydrographique, et le SAGE, à l’échelle locale. Ce dernier fixe les objectifs généraux d’utilisation, de mise en valeur et de protection quantitative et qualitative des ressources en eau superficielle et souterraine. Le département de Seine-et-Marne est couvert par six SAGE, au sein du bassin Seine-Normandie. La commune fait partie de trois SAGE : « Bassée Voulzie », « Petit et Grand Morin » et « Yerres ».
Le SAGE « Bassée Voulzie »  est en cours d'élaboration en décembre 2020. Il concerne 144 communes dont 73 en Seine-et-Marne, 50 dans l'Aube, 15 dans la Marne et 6 dans l'Yonne, pour une superficie de 1 710 km2,. Le pilotage et l’animation du SAGE sont assurés par Syndicat Mixte Ouvert de l’eau potable, de l’assainissement collectif, de l’assainissement non collectif, des milieux aquatiques et de la démoustication (SDDEA), qualifié de « structure porteuse ».
Le SAGE « Petit et Grand Morin » a été approuvé le 21 octobre 2016. Il comprend les bassins du Petit Morin (630 km2) et du Grand Morin (1 185 km2). Le pilotage et l’animation du SAGE sont assurés par le syndicat Mixte d'Aménagement et de Gestion des Eaux (SMAGE) des 2 Morin, qualifié de « structure porteuse ».
Le SAGE « Yerres » a été approuvé le 13 octobre 2011. Il correspond au bassin versant de l’Yerres, d'une superficie de 1 017 km2, parcouru par un réseau hydrographique de 450 kilomètres de long environ, répartis entre le cours de l’Yerres et ses affluents principaux que sont : le ru de l'Étang de Beuvron, la Visandre, l’Yvron, le Bréon, l’Avon, la Marsange, la Barbançonne, le Réveillon. Le pilotage et l’animation du SAGE sont assurés par le syndicat mixte pour l’Assainissement et la Gestion des eaux du bassin versant de l’Yerres (SYAGE), qualifié de « structure porteuse ».

### Climat
Pour des articles plus généraux, voir Climat de l'Île-de-France et Climat de Seine-et-Marne.
En 2010, le climat de la commune est de type climat océanique dégradé des plaines du Centre et du Nord, selon une étude du CNRS s'appuyant sur une série de données couvrant la période 1971-2000. En 2020, Météo-France publie une typologie des climats de la France métropolitaine dans laquelle la commune est exposée à un climat océanique altéré et est dans la région climatique Nord-est du bassin Parisien, caractérisée par un ensoleillement médiocre, une pluviométrie moyenne régulièrement répartie au cours de l’année et un hiver froid (3 °C).
Pour la période 1971-2000, la température annuelle moyenne est de 10,5 °C, avec une amplitude thermique annuelle de 15,3 °C. Le cumul annuel moyen de précipitations est de 747 mm, avec 11,9 jours de précipitations en janvier et 8,1 jours en juillet. Pour la période 1991-2020, la température moyenne annuelle observée sur la station météorologique la plus proche, située sur la commune de Voulton à 4 km à vol d'oiseau, est de 11,3 °C et le cumul annuel moyen de précipitations est de 740,8 mm,. Pour l'avenir, les paramètres climatiques de la commune estimés pour 2050 selon différents scénarios d'émission de gaz à effet de serre sont consultables sur un site dédié publié par Météo-France en novembre 2022.
| Mois                                  | jan.            | fév.          | mars          | avril         | mai             | juin          | jui.           | août          | sep.          | oct.            | nov.          | déc.           | année     |
| ------------------------------------- | --------------- | ------------- | ------------- | ------------- | --------------- | ------------- | -------------- | ------------- | ------------- | --------------- | ------------- | -------------- | --------- |
| Température minimale moyenne (°C)     | 1,2             | 1,3           | 3,3           | 5,4           | 8,7             | 11,7          | 13,7           | 13,6          | 10,7          | 8,1             | 4,4           | 2              | 7         |
| Température moyenne (°C)              | 3,6             | 4,3           | 7,5           | 10,5          | 14              | 17,2          | 19,6           | 19,6          | 16            | 11,9            | 7,1           | 4,3            | 11,3      |
| Température maximale moyenne (°C)     | 6               | 7,4           | 11,7          | 15,6          | 19,2            | 22,8          | 25,6           | 25,6          | 21,2          | 15,8            | 9,9           | 6,6            | 15,6      |
| Record de froid (°C) date du record   | −21 17.01.1985  | −13 04.02.12  | −9,5 01.03.05 | −4,9 08.04.03 | −0,7 05.05.1996 | 3 04.06.01    | 5,8 07.07.1996 | 5 29.08.1986  | 3 19.09.07    | −3,2 30.10.1997 | −11 30.11.10  | −15 31.12.1985 | −21 1985  |
| Record de chaleur (°C) date du record | 15,5 05.01.1999 | 20,4 27.02.19 | 26,3 31.03.21 | 28,6 20.04.18 | 31,6 27.05.17   | 36,3 27.06.11 | 41,9 25.07.19  | 40,1 12.08.03 | 34,4 09.09.23 | 28,5 03.10.1985 | 21,2 07.11.15 | 17,1 07.12.00  | 41,9 2019 |
| Précipitations (mm)                   | 64,2            | 56,6          | 55,9          | 51,7          | 65,4            | 56,6          | 58,8           | 55,1          | 57,4          | 69,7            | 66,8          | 82,6           | 740,8     |

### Milieux naturels et biodiversité
Aucun espace naturel présentant un intérêt patrimonial n'est recensé sur la commune dans l'inventaire national du patrimoine naturel,,.

## Urbanisme

### Typologie
Au 1er janvier 2024, Courchamp est catégorisée commune rurale à habitat dispersé, selon la nouvelle grille communale de densité à sept niveaux définie par l'Insee en 2022.
Elle est située hors unité urbaine. Par ailleurs la commune fait partie de l'aire d'attraction de Paris, dont elle est une commune de la couronne,. Cette aire regroupe 1 929 communes,.

### Lieux-dits et écarts
La commune compte 51 lieux-dits administratifs répertoriés consultables ici.

### Occupation des sols
L'occupation des sols de la commune, telle qu'elle ressort de la base de données européenne d’occupation biophysique des sols Corine Land Cover (CLC), est marquée par l'importance des territoires agricoles (78,2 % en 2018), une proportion identique à celle de 1990 (78,2 %). La répartition détaillée en 2018 est la suivante : 
terres arables (75,6% ), forêts (21,8% ), zones agricoles hétérogènes (2,6 %).
Parallèlement, L'Institut Paris Région, agence d'urbanisme de la région Île-de-France, a mis en place un inventaire numérique de l'occupation du sol de l'Île-de-France, dénommé le MOS (Mode d'occupation du sol), actualisé régulièrement depuis sa première édition en 1982. Réalisé à partir de photos aériennes, le Mos distingue les espaces naturels, agricoles et forestiers mais aussi les espaces urbains (habitat, infrastructures, équipements, activités économiques, etc.) selon une classification pouvant aller jusqu'à 81 postes, différente de celle de Corine Land Cover,,. L'Institut met également à disposition des outils permettant de visualiser par photo aérienne l'évolution de l'occupation des sols de la commune entre 1949 et 2018.

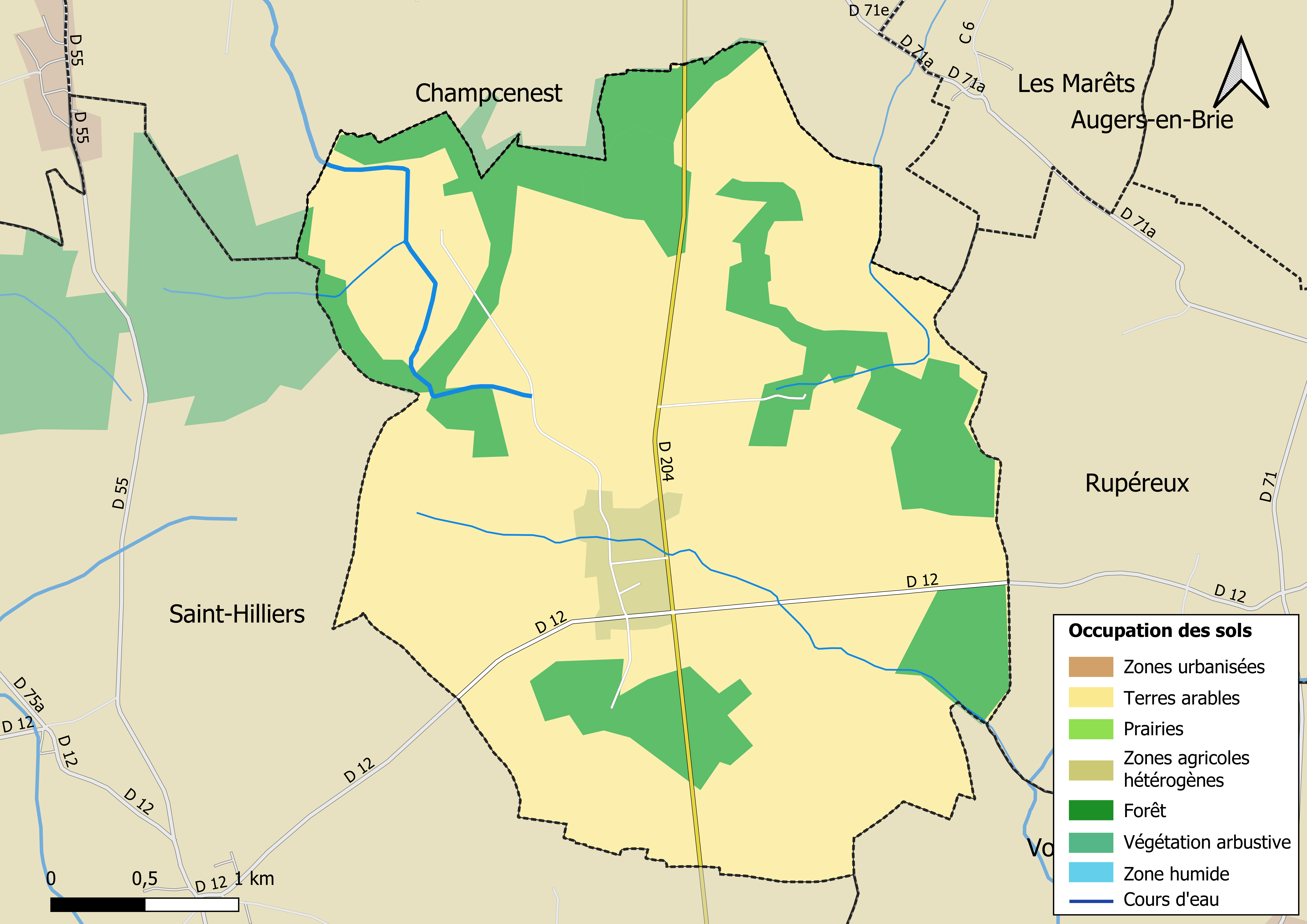
Carte des infrastructures et de l'occupation des sols en 2018 (CLC) de la commune.
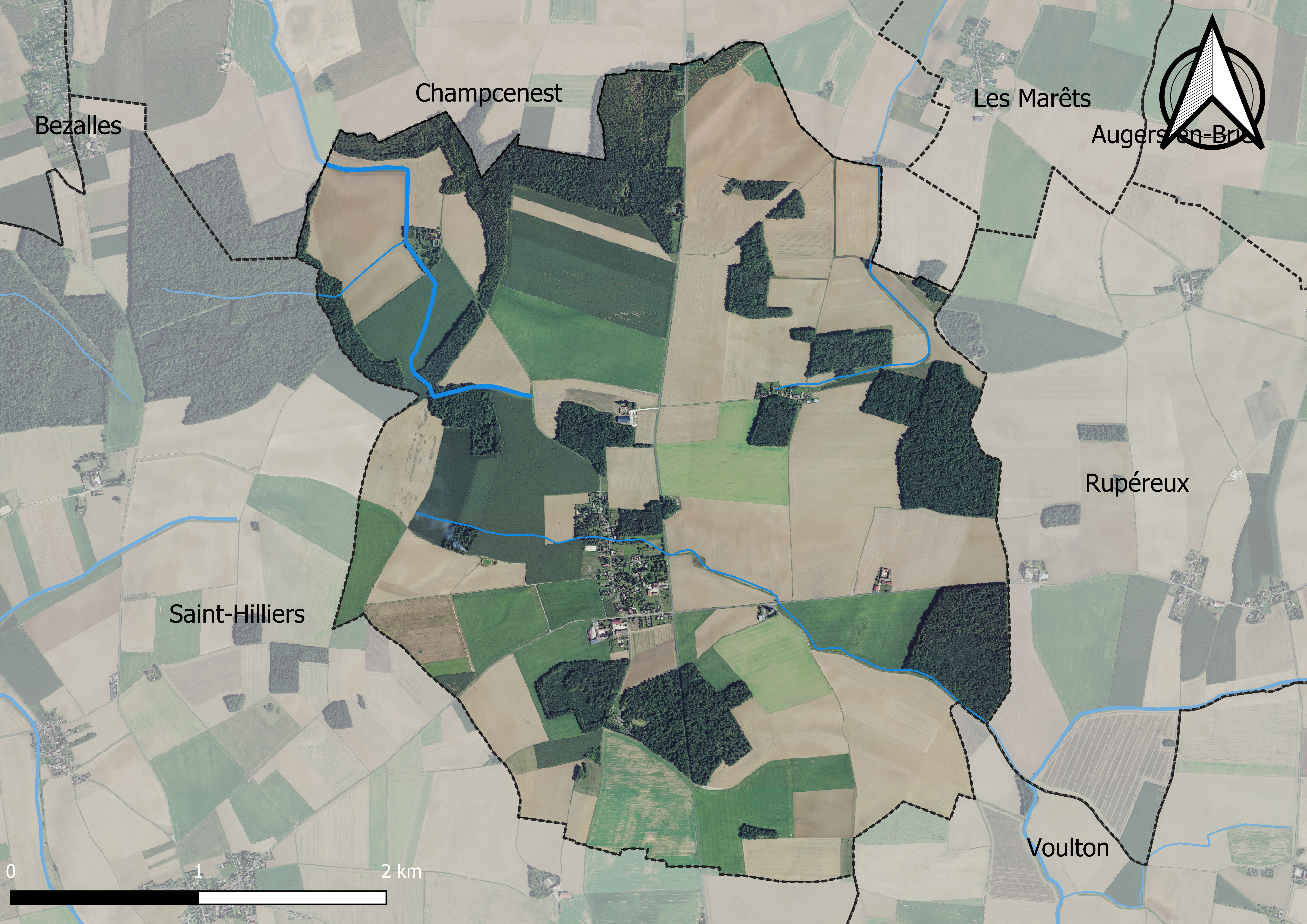
Carte orhophotogrammétrique de la commune.

### Planification
La loi SRU du 13 décembre 2000 a incité les communes à se regrouper au sein d’un établissement public, pour déterminer les partis d’aménagement de l’espace au sein d’un SCoT, un document d’orientation stratégique des politiques publiques à une grande échelle et à un horizon de 20 ans et s'imposant aux documents d'urbanisme locaux, les PLU (Plan local d'urbanisme). La commune est dans le territoire du SCOT Grand Provinois, dont le projet a été arrêté le 29 janvier 2020, porté par le syndicat mixte d’études et de programmation (SMEP) du Grand Provinois, qui regroupe les Communautés de Communes du Provinois et de Bassée-Montois, soit 82 communes.
La commune disposait en 2019 d'un plan local d'urbanisme en révision. Le zonage réglementaire et le règlement associé peuvent être consultés sur le Géoportail de l'urbanisme.

### Logement
En 2017, le nombre total de logements dans la commune était de 84 dont 95,4 % de maisons (maisons de ville, corps de ferme, pavillons, etc.) et 3,4 % d'appartements.
Parmi ces logements, 69,1 % étaient des résidences principales, 16 % des résidences secondaires et 14,9 % des logements vacants.
La part des ménages fiscaux propriétaires de leur résidence principale s'élevait à 87,7 % contre 12,3 % de locataires.

## Toponymie
La localité d'Aulnoy-les-Minimes (ou Aulnoy-en-Brie) est devenue Courchamp par ordonnance royale de juillet 1676, ce qui explique l'absence de formation ancienne.
L'étymologie de ce toponyme provient de l'agglutination des mots latins curtus et campus qui signifie : le « court champ », mais signifie parfois « campagne, lieu non habité ». Du nom de la famille qui a fait l'acquisition de cette terre au XVIIe siècle.

## Histoire
Le village s'appelait anciennement Aulnoy-les-Minimes ou Aulnoy-en-Brie avant d'être nommé Courchamp en 1676 pour Jean Guillemin de Courchamp, fermier général et baron du lieu. Celui-ci entendait se rattacher aux Guillemin de Bretagne, famille d'ancienne extraction qui avait possédé la paroisse de Courchamp en Touraine. Pour donner plus de vraisemblance à ses prétentions, il débaptisa la baronnie d'Aulnoy qu'il avait acquise et la fit appeler Courchamp.
En 1789, Courchamp faisait partie de l'élection de Provins et de la généralité de Paris. L'église paroissiale dédiée à Saint Martin a appartenu au diocèse de Sens de 1227 à la Révolution. Elle fait maintenant partie du diocèse de Meaux.
Courchamp a d'abord été le siège d'un couvent de grandmontains fondé au XIIe siècle avant d'être cédé en 1600 aux minimes du Bois de Vincennes. Le prieuré d'Aulnoy a été remplacé par le château des Minimes au XVIIe siècle.

## Politique et administration
| Période                                  | Période   | Identité            | Étiquette | Qualité |
| ---------------------------------------- | --------- | ------------------- | --------- | ------- |
| Les données manquantes sont à compléter. |           |                     |           |         |
| avant 1995                               | ?         | Roger Guertault     |           |         |
| mars 2001                                | mars 2014 | Georgette Guertault |           |         |
| mars 2014                                | 2020      | Jacky Guertault     |           |         |
| 2020                                     | En cours  | Christine Boulet    |           |         |

## Équipements et services

### Eau et assainissement
L’organisation de la distribution de l’eau potable, de la collecte et du traitement des eaux usées et pluviales relève des communes. La loi NOTRe de 2015 a accru le rôle des EPCI à fiscalité propre en leur transférant cette compétence. Ce transfert devait en principe être effectif au 1er janvier 2020, mais la loi Ferrand-Fesneau du 3 août 2018 a introduit la possibilité d’un report de ce transfert au 1er janvier 2026,.

#### Assainissement des eaux usées
En 2020, la commune de Courchamp ne dispose pas d'assainissement collectif,.
L’assainissement non collectif (ANC) désigne les installations individuelles de traitement des eaux domestiques qui ne sont pas desservies par un réseau public de collecte des eaux usées et qui doivent en conséquence traiter elles-mêmes leurs eaux usées avant de les rejeter dans le milieu naturel. La communauté de communes du Provinois assure pour le compte de la commune le service public d'assainissement non collectif (SPANC), qui a pour mission de vérifier la bonne exécution des travaux de réalisation et de réhabilitation, ainsi que le bon fonctionnement et l’entretien des installations,.

#### Eau potable
En 2020, l'alimentation en eau potable est assurée par le syndicat de l'Eau de l'Est seine-et-marnais (S2E77) qui gère le service en régie,,.

## Population et société
L'évolution du nombre d'habitants est connue à travers les recensements de la population effectués dans la commune depuis 1793. Pour les communes de moins de 10 000 habitants, une enquête de recensement portant sur toute la population est réalisée tous les cinq ans, les populations de référence des années intermédiaires étant quant à elles estimées par interpolation ou extrapolation. Pour la commune, le premier recensement exhaustif entrant dans le cadre du nouveau dispositif a été réalisé en 2008.

En 2022, la commune comptait 151 habitants, en évolution de −1,95 % par rapport à 2016 (Seine-et-Marne : +3,92 %, France hors Mayotte : +2,11 %).
| 1793 | 1800 | 1806 | 1821 | 1831 | 1836 | 1841 | 1846 | 1851 |
| ---- | ---- | ---- | ---- | ---- | ---- | ---- | ---- | ---- |
| 236  | 181  | 150  | 186  | 177  | 179  | 195  | 183  | 180  |

| 1856 | 1861 | 1866 | 1872 | 1876 | 1881 | 1886 | 1891 | 1896 |
| ---- | ---- | ---- | ---- | ---- | ---- | ---- | ---- | ---- |
| 235  | 231  | 223  | 193  | 181  | 184  | 188  | 198  | 191  |

| 1901 | 1906 | 1911 | 1921 | 1926 | 1931 | 1936 | 1946 | 1954 |
| ---- | ---- | ---- | ---- | ---- | ---- | ---- | ---- | ---- |
| 179  | 171  | 148  | 146  | 181  | 159  | 142  | 118  | 128  |

| 1962 | 1968 | 1975 | 1982 | 1990 | 1999 | 2006 | 2008 | 2013 |
| ---- | ---- | ---- | ---- | ---- | ---- | ---- | ---- | ---- |
| 129  | 100  | 88   | 79   | 108  | 163  | 155  | 151  | 153  |

| 2018 | 2022 | - | - | - | - | - | - | - |
| ---- | ---- | - | - | - | - | - | - | - |
| 147  | 151  | - | - | - | - | - | - | - |

## Économie

### Revenus de la population et fiscalité
En 2017, le nombre de ménages fiscaux de la commune était de 54, représentant 148 personnes et la  médiane du revenu disponible par unité de consommation  de 23 720 euros.

### Emploi
En 2017 , le nombre total d’emplois dans la zone était de 19, occupant 70 actifs  résidants.
Le taux d'activité de la population (actifs ayant un emploi) âgée de 15 à 64 ans s'élevait à 74,2 % contre un taux de chômage de 6,7 %. 
Les 19,1 % d’inactifs se répartissent de la façon suivante : 4,5 % d’étudiants et stagiaires non rémunérés, 6,7 % de retraités ou préretraités et 7,9 % pour les autres inactifs.

### Secteurs d'activité

#### Entreprises et commerces
En 2018, le nombre d'établissements actifs était de 8 dont 1 dans l’industrie manufacturière, industries extractives et autres, 2 dans la construction, 1 dans le commerce de gros et de détail, transports, hébergement et restauration, 1 dans les activités immobilières, 1 dans les activités spécialisées, scientifiques et techniques et activités de services administratifs et de soutien, et 2  étaient relatifs aux autres activités de services.
En 2018, la commune était classée en zone de revitalisation rurale (ZRR), un dispositif visant à aider le développement des territoires ruraux principalement à travers des mesures fiscales et sociales. Des mesures spécifiques en faveur du développement économique s'y appliquent également. Le classement des communes en ZRR était valable jusqu’au 31 décembre 2020,.

#### Agriculture
Courchamp est dans la petite région agricole dénommée la « Brie champenoise » (ou Provinois), une partie de la Brie autour de Provins. En 2010, l'orientation technico-économique de l'agriculture sur la commune est la culture de céréales et d'oléoprotéagineux (COP).
Si la productivité agricole de la Seine-et-Marne se situe dans le peloton de tête des départements français, le département enregistre un double phénomène de disparition des terres cultivables (près de 2 000 ha par an dans les années 1980, moins dans les années 2000) et de réduction d'environ 30 % du nombre d'agriculteurs dans les années 2010. Cette tendance n'est pas confirmée au niveau de la commune qui voit le nombre d'exploitations rester constant entre 1988 et 2010. Parallèlement, la taille de ces exploitations augmente, passant de 97 ha en 1988 à 182 ha en 2010.
Le tableau ci-dessous présente les principales caractéristiques des exploitations agricoles de Courchamp, observées sur une période de 22 ans : 
|                                      | 1988 | 2000 | 2010 |
| ------------------------------------ | ---- | ---- | ---- |
| Dimension économique,                |      |      |      |
| Nombre d’exploitations (u)           | 5    | 5    | 5    |
| Travail (UTA)                        | 9    | 7    | 8    |
| Surface agricole utilisée (ha)       | 486  | 542  | 912  |
| Cultures                             |      |      |      |
| Terres labourables (ha)              | 486  | 540  | 912  |
| Céréales (ha)                        | 350  | 336  | s    |
| dont blé tendre (ha)                 | 200  | 251  | 436  |
| dont maïs-grain et maïs-semence (ha) | 97   | s    | 150  |
| Tournesol (ha)                       | 27   |      |      |
| Colza et navette (ha)                | 29   | s    | 146  |
| Élevage                              |      |      |      |
| Cheptel (UGBTA)                      | 35   | 3    | 0    |

## Personnalités liées à la commune
* Louis XIII venait en vacances au château des Minimes.[réf. nécessaire]

## Culture locale et patrimoine

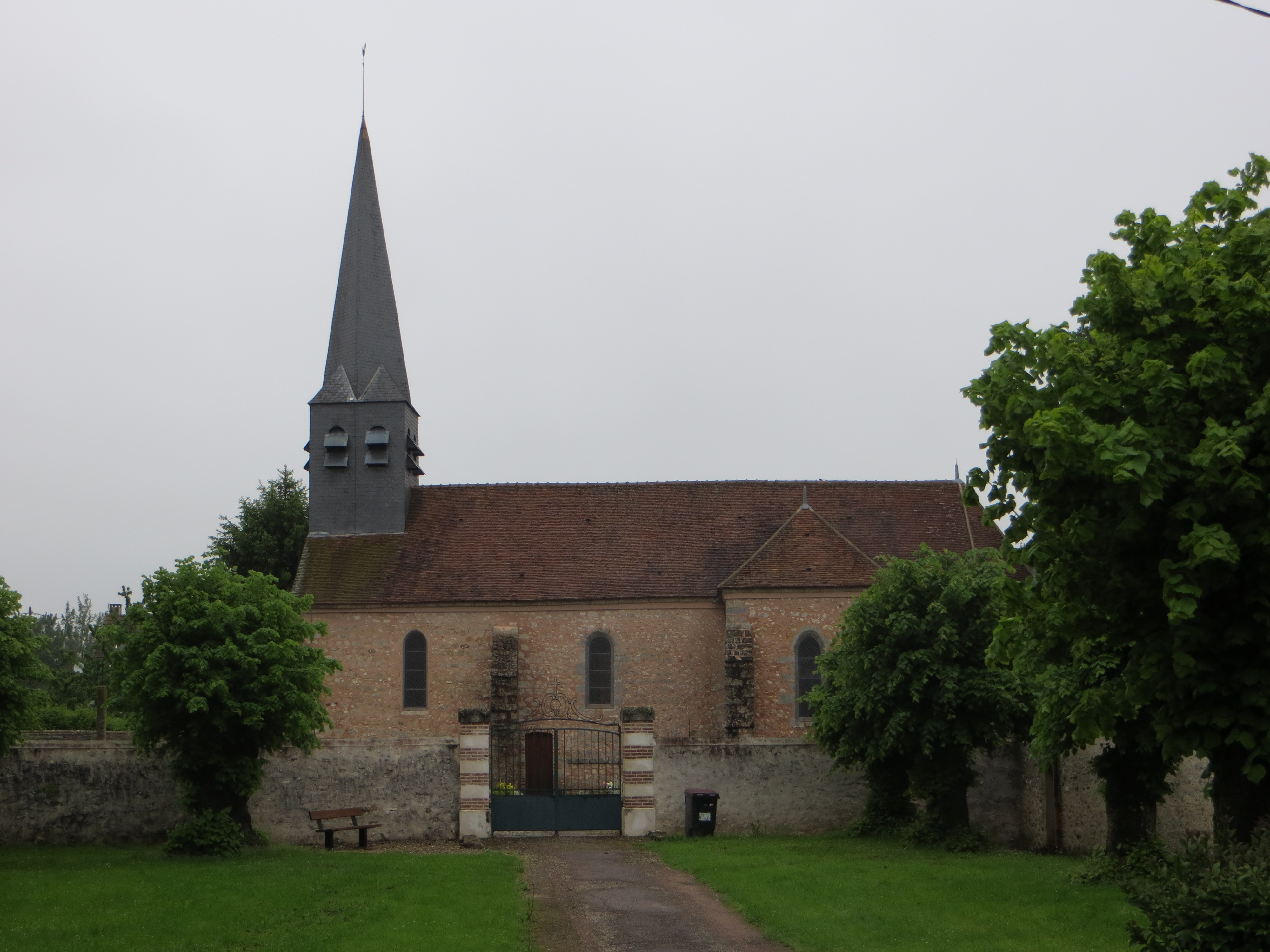
L'église Saint-Martin - cloche de l'église sonnant 15h :Fichier:Courchamp - Cloche de l'église Saint-Martin.ogg

### Lieux et monuments
- Vestiges d'un château datant du XVe, démoli vers 1830 : douves pavées, pont massif, chapelle XIIIe.
- Auvent de bois daté de 1608.
- Château des Minimes,
- Église Saint-Martin : construite au XVIe, reconstruite au XVIIe. Son clocher date de 1843, sa nef à voûtes de lambris du XVIe ; ses fonts baptismaux de 1723. On y trouve également une dalle funéraire (1341).
- Ruines du prieuré d'Aulnoy fondé par l'ordre de Grandmont au XIIe siècle.